# Falaki Chirvani
Falaki Chirvani (persan : فلکی شروانی) aussi appelé Muhammad Falaki (محمد فلکی), né en 1107 et mort en 1155, est un poète qui a servi à la cour du Shirvanshah Manuchihr III (en). Élève du poète Khaqani Shirvani, Falaki est connu pour avoir écrit un diwan persan (recueil de poèmes), dont 1 512 vers ont survécu. Il a joué un rôle majeur dans le développement précoce des habsiyat (en) (poésie carcérale), un genre de la littérature persane.
Comme d'autres poètes de son temps, Falaki est emprisonné à cause des diffamations répandues par ses rivaux. On suppose que Falaki est décédé peu de temps après sa libération en raison du stress qu'il avait enduré là-bas.

## Biographie
D'origine persane, Falaki Shirvani naît en 1107 dans la ville de Shamakhi à Shirvan, une région située aujourd'hui dans l'Azerbaïdjan actuel. La ville sert de capitale aux dirigeants de Shirvan, les Shirvanshahs. Dans son œuvre, Falaki se fait appeler « Muhammad Falaki », mais certains tadhkirahs (recueil de biographies) le désignent sous d'autres noms, comme Abu'l-Nizam Jalalu'd-Din, Afsahu'd-Din, Najmu'd-Din ou Mu'ayyidu'd-Din Uthman. « Falaki » est son nom de plume, son vrai nom étant Muhammad. En raison de l'ancien sens d'« astronome » et du poète Khaqani mentionnant que Falaki est « conscient des mystères des neuf sphères », on pourrait supposer que Falaki est un astronome professionnel. Cependant, il pourrait également s’agir d’un jeu de mots de la part de Khaqani. Falaki est un élève de Khaqani Shirvani, bien qu'il soit plus âgé.
Selon une histoire rapportée par des biographes ultérieurs tels que Dawlatshah Samarqandi, Falaki et Khaqani sont tous deux étudiants du poète Abul'ala Ganjavi. Khaqani épouse la fille d'Abu'l-Ala Ganjavi tandis qu'on propose à Falaki 20 000 dirhams qu'il refuse. Abu'l-Ala Ganjavi dit à Falaki qu'avec cet argent, il pourrait acheter cinquante servantes turques plus belles que la nouvelle épouse de Khaqani. L'iranologue Anna Livia Beelaert ne considère pas cette histoire comme réelle, affirmant qu'aucune partie de celle-ci n'est mentionnée dans les écrits de Khaqani, qui mentionnent à la fois Falaki et Abu'l-Ala Ganjavi. Falaki a une femme qui est décédée peu de temps après avoir donné naissance à leur fille. Ses autres proches (à l'exception de sa fille) sont également décédés. Comme Khaqani et Abu'l-Ala Ganjavi, Falaki est poète de la cour du Shirvanshah Manuchihr III.
Comme d'autres poètes de son époque (Khaqani, Mujir al-Din Baylaqani et probablement Abu'l-Ala Ganjavi), Falaki est emprisonné en raison de diffamation répandue par ses rivaux. Son emprisonnement a lieu dans la forteresse de Shabaran, où il reste quelque temps. Après sa libération, Falaki écrit une ode dans laquelle il affirme que son emprisonnement le tue pratiquement et le laisse comme un « simple squelette ». On ne sait pas si Falaki est autorisé à revenir à la cour royale ou non. L'érudit indien Hadi Hasan, notant que Khaqani avait décrit la mort de Falaki comme « prématurée », considère qu'il est plus plausible que Falaki soit décédé peu de temps après en raison du stress enduré pendant son emprisonnement.
La mort de Manuchihr III n'est pas mentionnée dans les écrits de Falaki, ce qui indique que Falaki est mort avant lui. Sur cette base, la suggestion d'auteurs tels que Taqi Kashi selon laquelle Falaki serait mort en 1181/82 est rejetée par l'historien François de Blois. Hadi Hasan suppose que Falaki est mort vers 1155 à Chirvan,. D'autres suggèrent la date de 1146. Selon Taqi Kashi, Falaki est enterré à Shamakhi. Khaqani lui dédie un éloge funèbre.

## Travaux

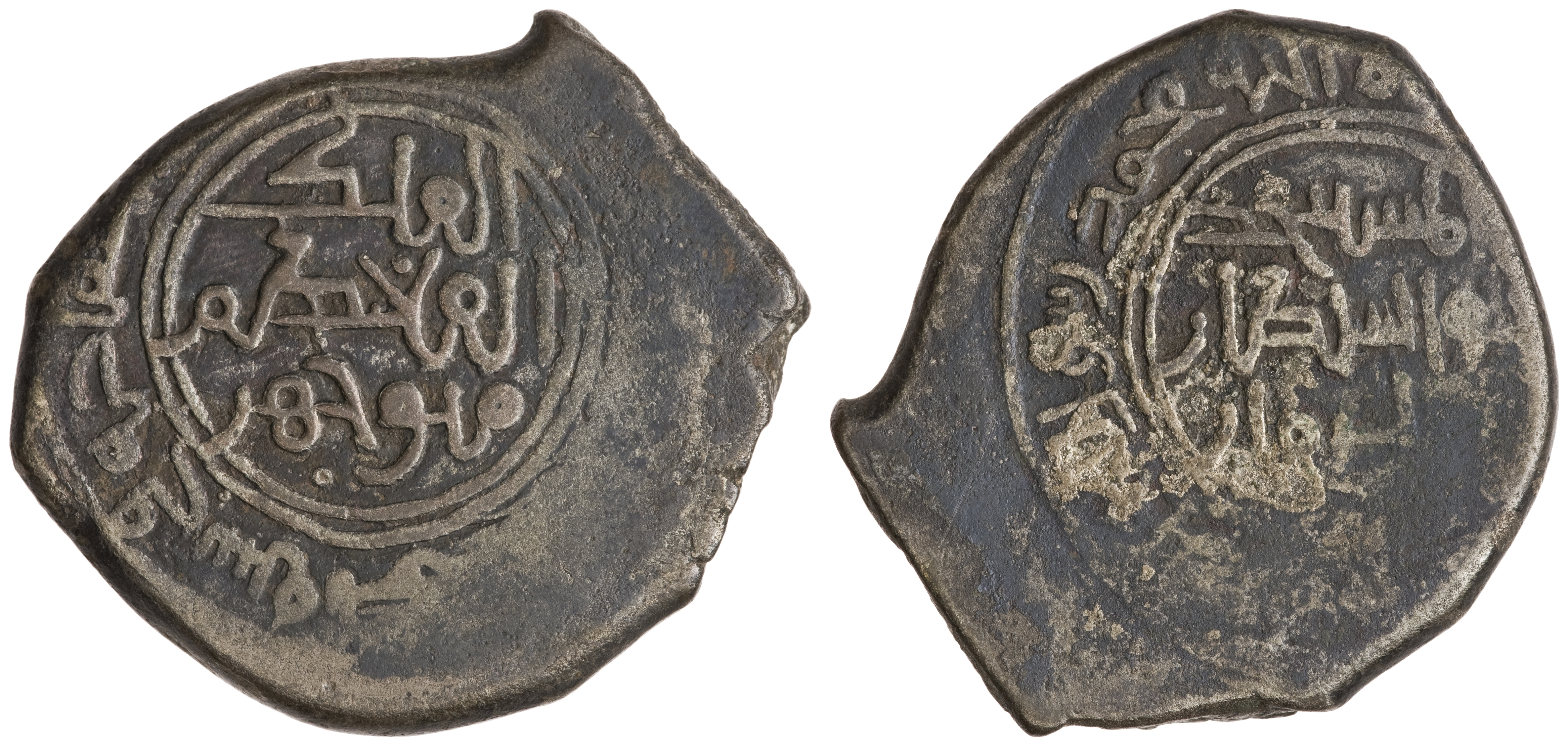
Pièce de monnaie du Shirvanshah Manuchihr III, frappée à Shamakhi entre 1120 et 1160

Falaki est connu pour avoir écrit un divan persan (recueil de poèmes), dont 1 512 vers ont survécu. En 1929, Hadi Hasan publie son recueil de poèmes de Falaki qu'il rassemble dans une anthologie de Munich et des poèmes référencés dans d'autres ouvrages. En 1958, il publie une version mise à jour basée sur des poèmes nouvellement découverts dans un manuscrit de Madras et une version révisée de son recueil précédent. Le seul dirigeant qui apparaît dans l'œuvre de Falaki est Manuchihr III, que Falaki décrit dans plusieurs scénarios, comme sa victoire contre les Alains et les Khazars, comment il s'est emparé de certaines parties d'Arran, comment il fait construire les villes de Kardinan et Sa'dun, et comment il restaure le barrage de Bakilani.
Falaki est le premier compositeur shirvani connu du genre habsiyat (en) (poésie de prison) et a également joué un rôle dans son développement initial. Il y a trois mots importants dans le genre : gham (chagrin), mihnat (affliction) et ranj (souffrance). Ces mots commencent à se démarquer les uns des autres dès le début du développement du genre. Gham communique une résignation sombre. Mihnat exprime une injustice persistante liée à un état universel. Les poètes de Shirvan commencent à utiliser le mot mihnat pour exprimer la même fatigue physique que son équivalent ranj. Ce lexique est assemblé pour la première fois par Falaki :

« Je me noie dans une telle affliction [mihnat], 
que je ne me soucie pas [gham] de cette souffrance infinie [ranj]. »

Le genre de poésie carcérale est créé par un poète persan sous les Ghaznévides, Masud Sa'd Salman, dont Falaki prétenda qu'il est inférieur à lui en termes de style. Falaki fait preuve d'une certaine anxiété face à l'influence, en essayant de rendre les réalisations de Masud Sa'd Salman moins importantes, tout en utilisant le genre caractéristique de ce dernier. L'historienne Rebecca Gould considère que l'impact de Falaki dans la poésie carcérale est faible en comparaison de celui de Masud Sa'd Salman, mais maintient qu'il a néanmoins joué un rôle important dans le genre, contribuant à sa transmission géographique et intergénérationnelle.
Falaki se considère comme étant au même niveau qu'Aboû Nouwâs (mort en 810) et qu'Abū Tammām (mort en 846). L'orientaliste tchèque Jan Rypka considère comme « étrange » que Falaki ne pense à aucun poète contemporain méritant d'être mentionné. Salman Savaji (mort en 1376) et Ismat Bukhara'i (fa) (mort en 1425/26) sont connus pour avoir copié le style poétique de Falaki, bien que le premier ne l'ait jamais admis. Selon Gould, les œuvres de Falaki, Khaqani, Abu'l-Ala Ganjavi et Mujir al-Din Baylaqani soutiennent pleinement l'affirmation des universitaires selon laquelle le Caucase persan a développé une tradition littéraire distinctive comparable à celle de Boukhara, du Khwarezm et du Grand Khorassan.